# Los miembros de la familia
Los miembros de la familia es una película de Argentina filmada en colores dirigida por Mateo Bendesky sobre su propio guion que se estrenó el 2 de mayo de 2019 y tuvo como actores principales a Tomás Wicz y  Laila Maltz.

## Sinopsis
Los hermanos Gilda y Lucas llegan a una casa sobre el mar para cumplir con la última voluntad de su madre, que sus cenizas sean arrojados al mar. Una huelga de transportes les impide irse y empiezan a reconstruir un vínculo que estaba roto.

## Reparto
Intervinieron en el filme los siguientes intérpretes:
- Tomás Wicz ... Lucas
- Laila Maltz ... Gilda
- Alejandro Russek ... Guido
- Sergio Boris 	...	Pedro
- Edgardo Castro	...	Fabián
- Ofelia Fernández	...	Romina
- Javier Abril Rotger	...	Charly

## Críticas
Gaspar Zimerman en Clarín  opinó:

”…Una de las virtudes de la película es que poco de lo que les sucedió a este adolescente y su hermana mayor está verbalizado: casi nada se explica, sino que tenemos que ir deduciéndolo o imaginándolo. Y como entre sí son poco más que extraños, van descubriéndose uno a otro -y a sí mismos- al mismo tiempo que los espectadores. La intriga no sólo es cuál es el pasado de esta dupla sino, en definitiva, quiénes son. Algo que ni ellos mismos saben. Este viaje de autoconocimiento -se trata, al fin y al cabo, de una historia de iniciación- está enriquecido por elementos que le dan vuelo a la gris cotidianidad. Las escenas oníricas de Lucas, el esoterismo de Gilda y algunos jugueteos con la tecnología son los condimentos que le dan un sabor diferente, menos convencional, a las peripecias de los hermanos. El humor -negro, absurdo, seco- surge tanto de la extrañeza de esos elementos como por la incomodidad de los personajes, que nunca pisan sobre seguro. Se mueven en un terreno donde nada está garantizado, ni siquiera los lazos familiares.”.

María Fernanda Mugica en  La Nación escribió:”

”L os miembros de la familia parte del dolor de la muerte y va transitando por el duelo, no hacia una felicidad plena y artificial, sino hacia la posibilidad de libertad. Para cuando la película llega a su fin nada está realmente solucionado para los hermanos Lucas y Gilda, pero el reencuentro forzoso les permite restablecer su vínculo….Bendesky envuelve de misterio la historia de los hermanos, generando un clima enrarecido, incluyendo secuencias oníricas y jugando con ideas esotéricas. La fotografía melancólica, el tono de los diálogos y el registro particular de las actuaciones, que mantiene distancia pero no puede evitar la empatía, están combinados de manera inesperada. Pero, sobre todo, la maniobra más arriesgada y exitosa del film es el uso de un humor seco que le agrega otra capa de sentido y provoca la extraña sensación de una media sonrisa.

## Premios
La película fue nominada al Premio Teddy a la Mejor Película en el Festival Internacional de Cine de Berlín de 2019, recibió una mención especial en Cinema Jove – Festival Internacional de Cine de Valencia de 2019 y fue nominada al Premio del Gran Jurado a la mejor película en el Festival Internacional de Cine Lésbico y Gay de Milán de 2019.